# Jacaranda irwinii
Jacaranda irwinii là một loài thực vật có hoa trong họ Chùm ớt. Loài này được A.H.Gentry mô tả khoa học đầu tiên năm 1974.